# آنجلو ویکاردی

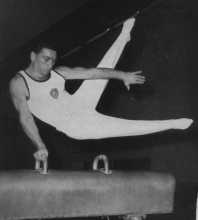
آنجلو ویکاردی در سال ۱۹۶۰

آنجلو ویکاردی (ایتالیایی: Angelo Vicardi; ۹ اکتبر ۱۹۳۶ – ۱ ژانویهٔ ۲۰۰۶) ژیمناست هنری اهل ایتالیا بود.
وی در مسابقات کشوری و بین‌المللی در مجموع برندهٔ ۱ مدال برنز شده‌است.